# Spada d'Onore

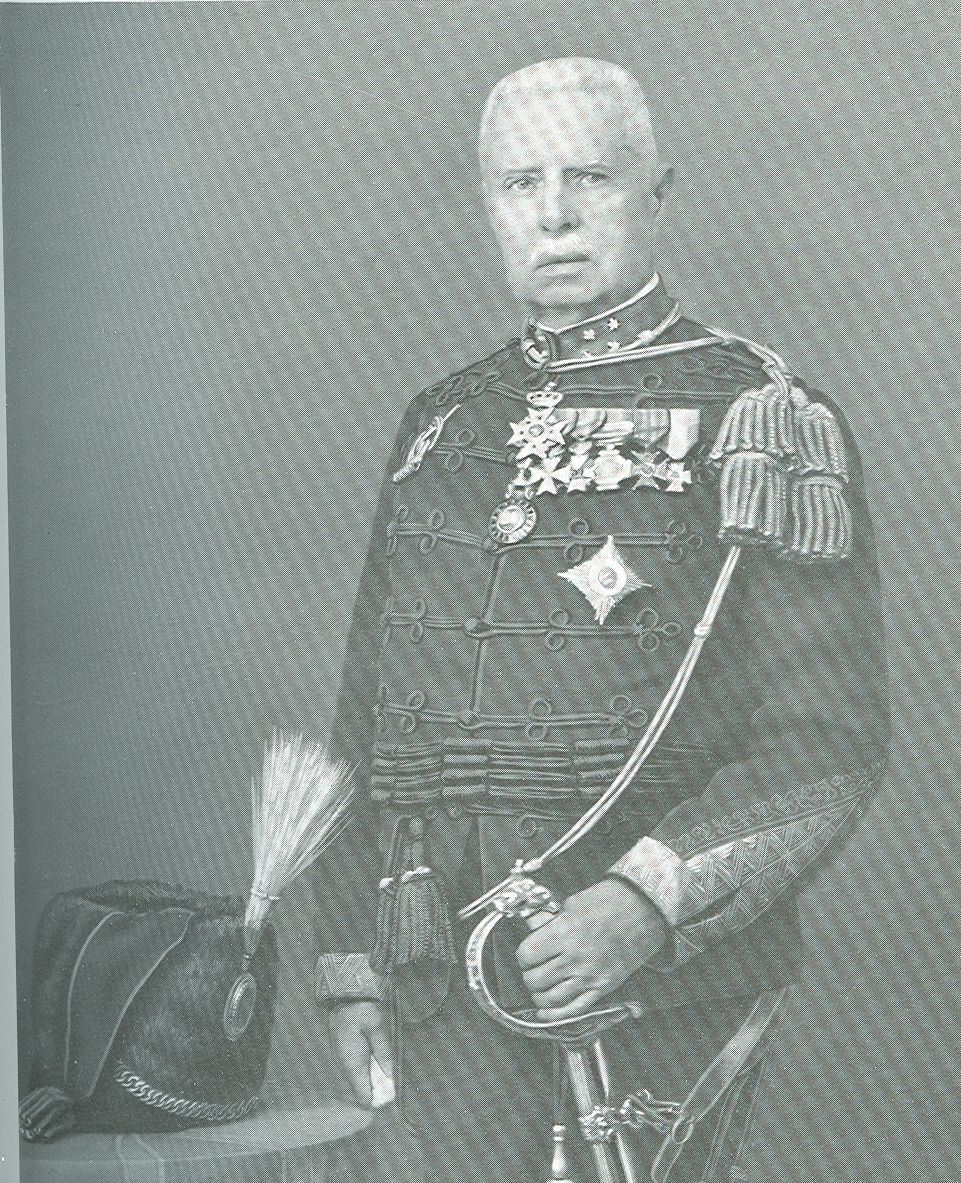
Il luogotenente Willem Boetje con la Spada d'Onore

La Spada d'Onore è una delle più alte onorificenze militari del Regno dei Paesi Bassi. Solo i cavalieri dell'Ordine Militare di Guglielmo sono abilitati a riceverla direttamente dalle mani del re o della regina che li autorizza ad indossare la Spada d'Onore con la loro uniforme.

## Storia
L'onorificenza della Spada d'Onore è un riconoscimento molto antico per i Paesi Bassi, concesso durante la Repubblica Olandese, la Repubblica Bataviana ed il Regno d'Olanda anche se veniva concessa sovente con un differente valore. Essa era in prevalenza donata dagli ufficiali ai loro subordinati che si fossero distinti nel loro officio, o veniva concessa dal governo, da una città o da un governante regionale per ricompensare i meriti militari dell'insignito.
L'istituzione della Spada d'Onore avvenne nel 1855 e venne destinata in un primo momento ai soli ufficiali delle armate reali delle Indie Orientali Olandesi per poi passare anche all'esercito regolare dal 1865.
Solitamente essa era molto decorata, soprattutto sulla lama che era incisa. Il materiale con cui era realizzata la spada era sovente prezioso come oro o argento, ma in tempi di difficoltà economica venne anche usato il nickel, il corno od il rame dorato.

## Tipologie

Il nastrino della Spada d'Onore

Durante la storia dell'onorificenza vennero create differenti tipologie di spade d'onore:
- Il primo modello per le Indie Orientali Olandesi del 1855:

Sulla lama si trova inciso "KONINKLIJK EEREBLIJK VOOR BETOONDE DAPPERHEID" (Dono d'onore per dimostrato coraggio)
- Il primo modello per la regia marina olandese del 1859:

L'iscrizione sulla lama era la medesima del modello del 1855, anche se la forma complessiva della spada era la stessa adottata dagli ufficiali della regia marina olandese dal 1843. La lama riporta inoltre un'ancora coronata.
- Il secondo modello per le Indie Orientali Olandesi del 1861:

Sull'elsa la scritta "KONING WILLEM III VOOR BETOONDE DAPPERHEID" (Re Guglielmo III per dimostrato coraggio), e sulla lama si trovava il nome ed il rango dell'insignito oltre alla causa per l'onorificenza

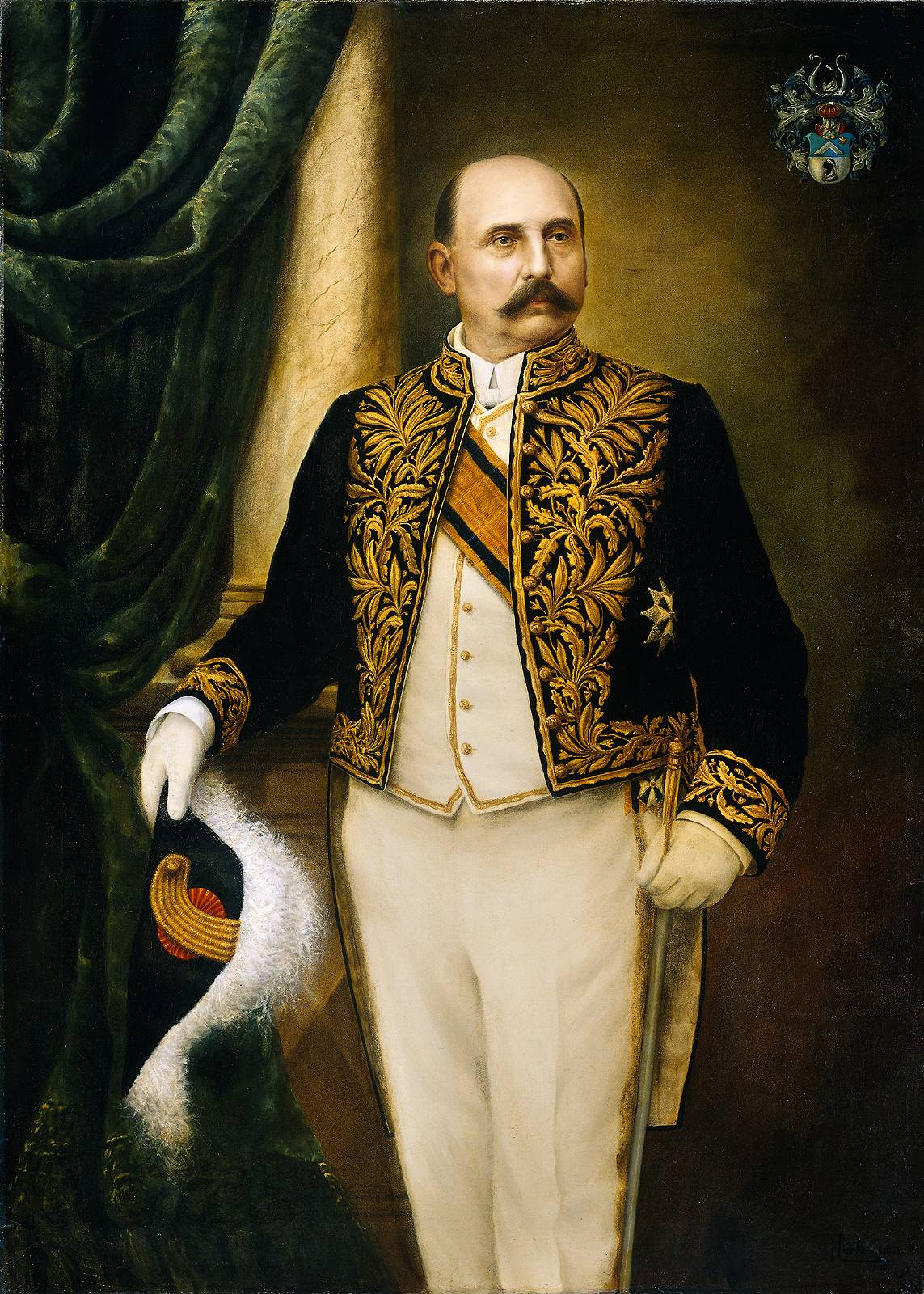
Governor-General J. B. van Heutsz con la sua Spada d'Onore personale

- Il secondo modello per la regia marina olandese del 1864:

L'elsa era realizzata in avorio con un'ancora non coronata sulla lama.
- Il modello per il regio esercito olandese e per gli Schutterij del 1867
- Il terzo modello per le Indie Orientali Olandesi del 1891:

Sull'elsa la scritta "NAMENS KONINGIN WILHELMINA VOOR BETOONDE DAPPERHEID" (In nome della Regina Guglielmina per dimostrato coraggio)
- Il quarto modello per le Indie Orientali Olandesi del 1895:

Questa spada è molto decorata e riporta la medesima dizione della versione del 1891
- Il terzo modello per la regia marina olandese del 1907
- La Spada d'Onore del Generale Eisenhower del 1947:

Il Generale Dwight D. Eisenhower ricevette una Spada d'Onore nel 1947 dal governo olandese. Questa spada è di forma orientale, realizzata in oro ed argento e decorata con alcune gemme incastonate. L'incisione riporta "La Regina Guglielmina al Generale DD Eisenhower" su un lato della lama e sull'altro "Con gratitudine in ricordo della gloriosa liberazione". Sul pomello dell'elsa si trova lo stemma dei Paesi Bassi.
Sino ad ora 106 persone sono state insignite di questa onorificenza e l'ultimo ad esserne insignito fu proprio il Generale Eisenhower. Da allora l'onorificenza non è più stata concessa, ma non è caduta in disuso.